# Chata na Javorovém
Chata na Javorovém se nachází na vrcholu Malého Javorového na území místní části Tyra města Třince v okrese Frýdek-Místek Moravskoslezského kraje Česka.

## Historie
Chata je nejstarší v této části Beskyd, když byla otevřena již 23. května 1895 z iniciativy německého Beskidenvereinu a tehdy se jmenovala "Erzherzog-Friedrich-Schutzhaus", "Schutzhaus am Jaworowy" na počest Fridricha Habsburského, tehdejšího těšínského vévody. V roce 1912 ji navštívil Tomáš Garrigue Masaryk s dcerou Alicí a v roce 1915 poslední rakouský císař Karel I.

## Přístup
Chata je přístupná po celý rok:
- lanovou dráhou a po  zelené turistické značce z Oldřichovic
- po  zelené turistické značce z Oldřichovic.
- po  žluté a  zelené turistické značce z Tyry.
- po  modré a  zelené turistické značce z Gut (dvě trasy).
- po  žluté,  modré a  zelené turistické značce z Morávky.
- po cyklotrase 6201 Radegast Trojmezí z Tyry.